# 罗特尔赛姆
罗特尔赛姆（法語：Rottelsheim，发音：[ʁɔtəlsaim]）是法国下莱茵省的一个市镇，属于斯特拉斯堡区和布吕马特县（Brumath）。该市镇总面积2.39平方公里，2009年时的人口为330人。

## 人口
罗特尔赛姆人口变化图示